# IC 2895
IC 2895 је појединачна звијезда у сазвјежђу Лав која се налази на листи објеката дубоког неба у Индекс каталогу.
Деклинација објекта је + 9° 58' 39" а ректасцензија 11h 30m 57,3s.